# Tulleråsen

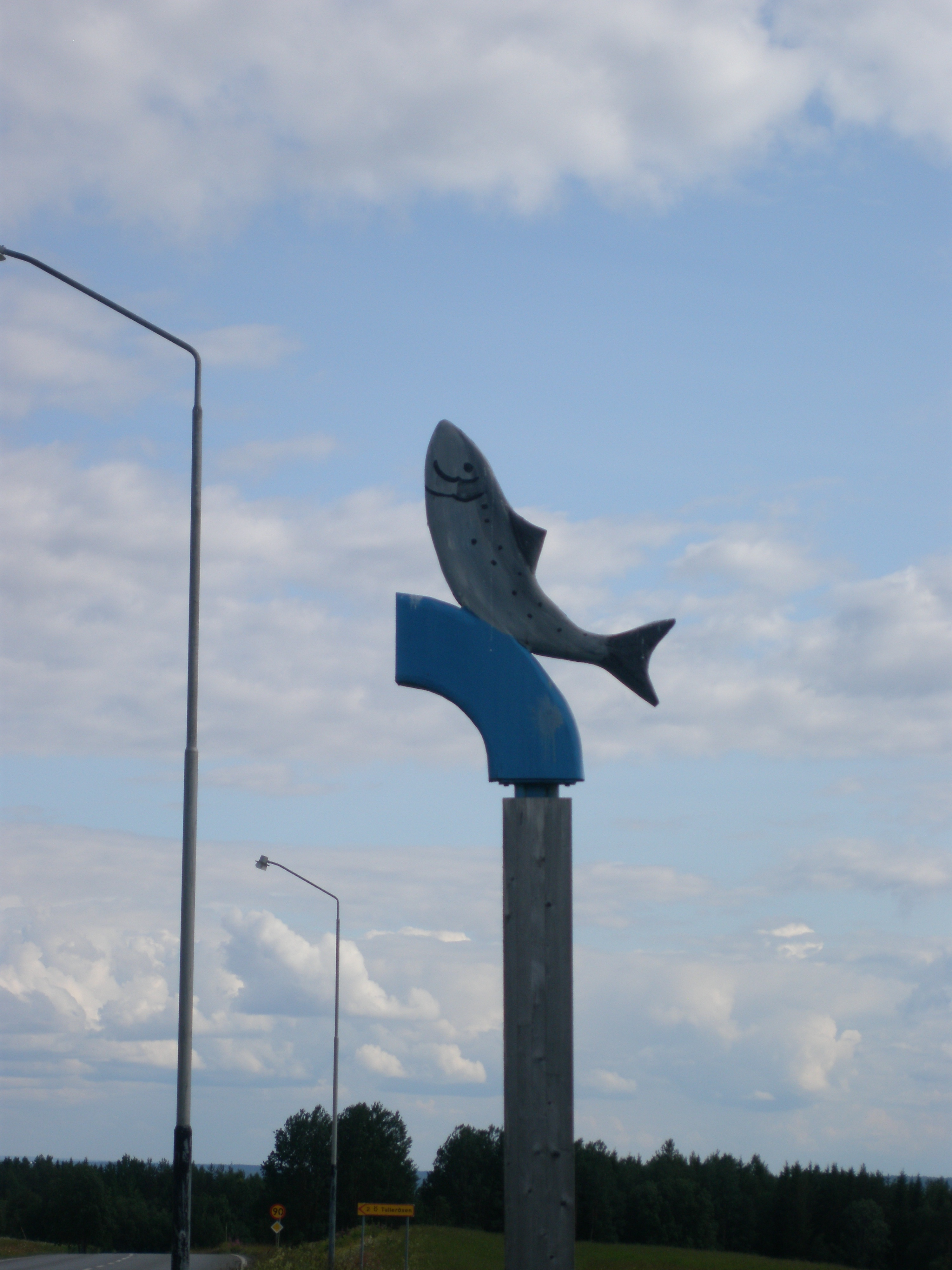
Fiskevägen går genom Tulleråsen

Tulleråsen är en by i Offerdals distrikt (Offerdals socken) i Krokoms kommun, Jämtlands län. Byn är belägen med utsikt över stora delar av Jämtlands fjällvärld.

## Historia
Tulleråsen är en gammal jordbruksby som första gången omnämns år 1448. Ordet tuller i Tulleråsen härleds vanligen till tunnbrödsbakning, vilken traditionellt har varit vanlig i Offerdals olika byar. Jordbruket i Tulleråsen och grannbyn Rise har länge varit inriktat på korn som är en av ingredienserna i tunnbröd. Byns bördiga åkrar ligger söder om Risberget och har gjort att området är ägnat för bland annat kornodling.

## Näringsliv
Tulleråsen är belägen vid länsväg 340 (Fiskevägen) mellan Krokom och Valsjöbyn. I Tulleråsen börjar länsväg Z 677 mot Änge. I byn finns bl.a. förskola, bensinstation och bygdegård.